# ستيفن برود
ستيفن برود (بالإنجليزية: Stephen Broad)‏ هو لاعب كرة قدم بريطاني في مركز الدفاع، ولد في 10 يونيو 1980 في إبسوم في المملكة المتحدة. لعب مع ساتون يونايتد ونادي تشيلسي ونادي ساوثيند يونايتد ونادي هايز.

## وصلات خارجية
- ستيفن برود على موقع قاعدة بيانات كرة القدم.إي يو (الإنجليزية)
- ستيفن برود على موقع Soccerbase.com (لاعب) (الإنجليزية)